# Ranunculus glacialis
Espèce
Classification phylogénétique
Ranunculus glacialis, la renoncule des glaciers ou caraline, est une espèce de plantes herbacées de la famille des Renonculacées, poussant sous des climats montagnard et subarctique.

## Répartition
La renoncule des glaciers, originaire des régions arctiques, se rencontre dans les étages subalpin, alpin et nival des montagnes d'Europe (Alpes, Pyrénées, Carpates et Sierra Nevada), dans la péninsule Scandinave, aux îles Féroé, à Jan Mayen, en Islande, au Svalbard et au Groenland oriental. C'est une des plantes à fleurs européenne poussant à la plus haute altitude puisqu'elle se rencontre jusqu'à plus de 4 000 mètres (en Suisse ; notamment à 4 270 mètres d'altitude au Finsteraarhorn). Au Groenland, on peut la trouver jusqu'à la latitude de 77,4° ; plus au nord, ne subsistent que des plantes inférieures (mousses, lichens, algues). Dans ces conditions extrêmes, elle côtoie les glaciers, d'où son nom. Cette plante se trouve sur des sols acides.

## Sous-espèce
Une sous-espèce de la renoncule des glaciers, Ranunculus glacialis subsp. chamissonis pousse de part et d'autre du détroit de Béring.

## Usage médicinal
Selon une étude ethnobotanique publiée par Françoise et Grégoire Nicollier en 1984 sur les plantes dans la vie quotidienne à Bagnes, cette plante (dénommée karlïnna dans le patois de cette région) était autrefois en France considérée comme bonne pour la circulation du sang (qu'elle était supposée liquéfier).

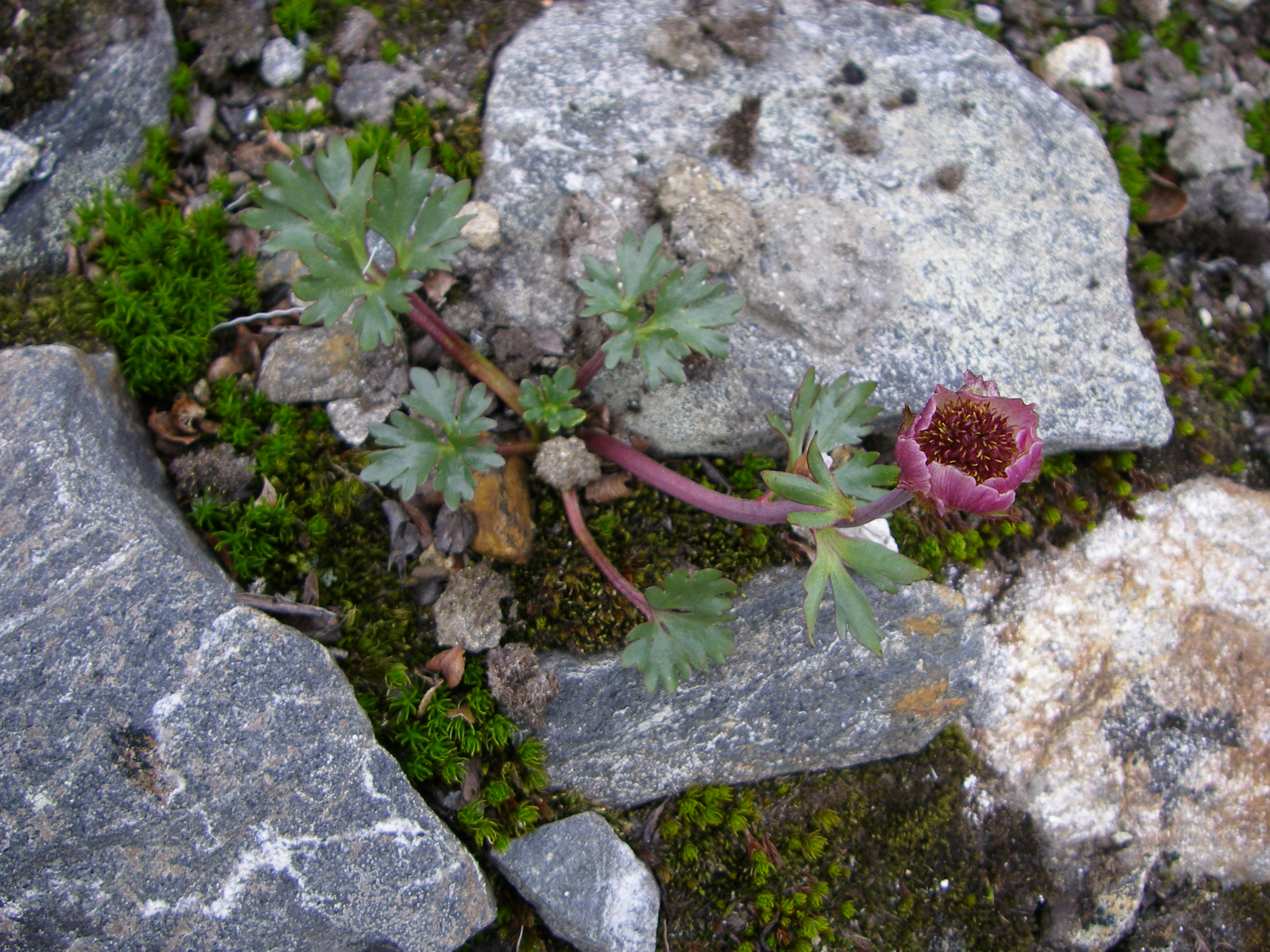
Renoncule des glaciers en Suède.

## Statut et protection
L'espèce est classée "en danger" sur la liste rouge de l'INPN en région Aquitaine,.